# 10. Ersatz-Division (Deutsches Kaiserreich)

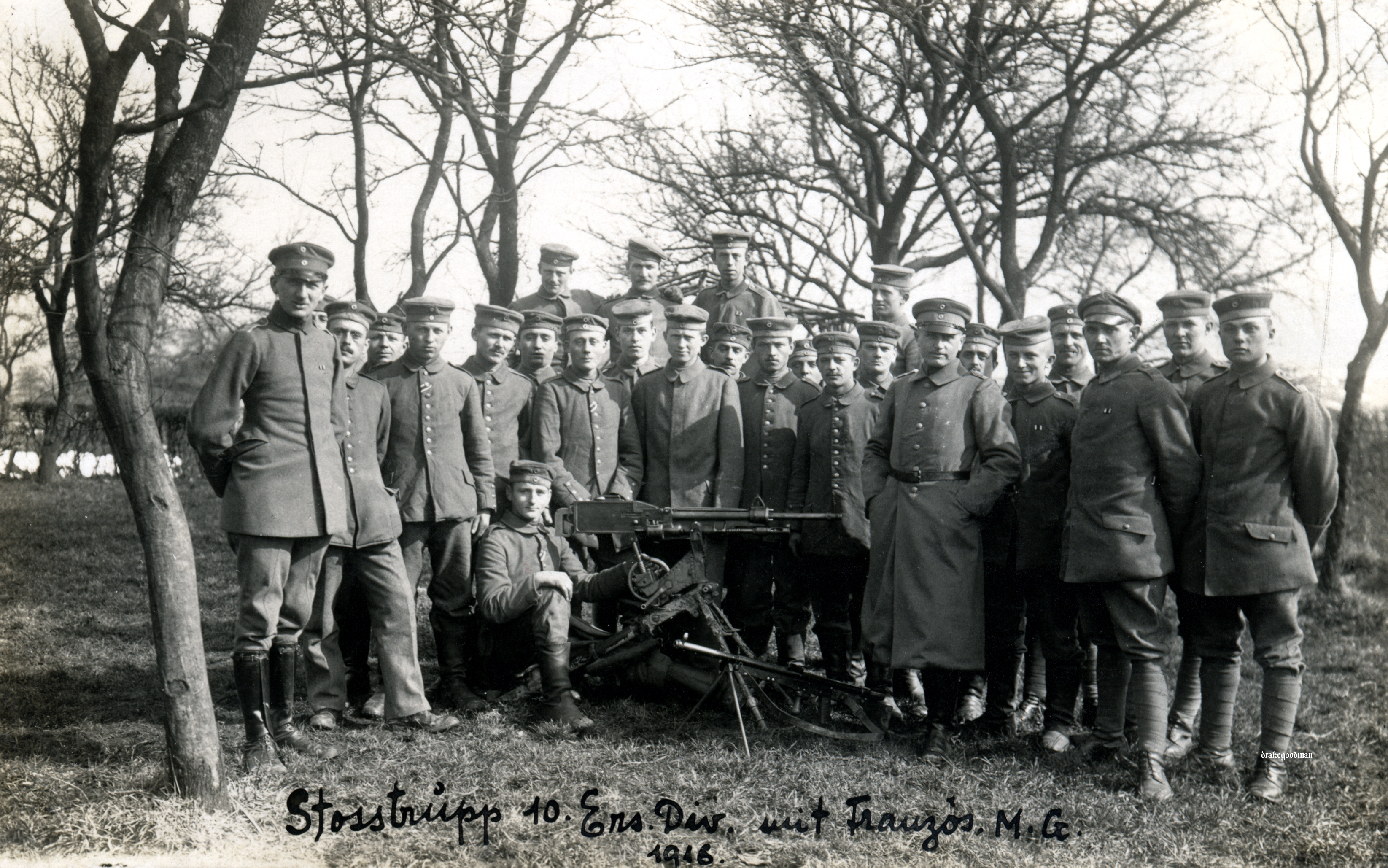
Bild der 10. Ersatz-Division in 1916.

Die 10. Ersatz-Division war ein Großverband der Preußischen Armee im Ersten Weltkrieg.

## Geschichte
Die Division wurde mit der Mobilmachung am 2. August 1914 aufgestellt, war zwölf Tage nach ihrer Zusammenstellung im Aufstellungsraum Norddeutschland zum Abtransport fähig und wurde in den Westen verlegt. Sie wurde der 6. Armee zugeteilt und sammelte sich um Saarlouis. Zunächst hielt man den Verband als Armeereserve bei Bolchen zur Verfügung bereit. Sie trat dann aktiv in die Kämpfe an der Westfront ein. Kurzzeitig war sie Ende 1917 auch an der Ostfront im Einsatz. Nach Kriegsende trat die Division den Rückmarsch in die Heimat an, wo sie ab Dezember 1918 demobilisiert und im Januar 1919 schließlich aufgelöst wurde.

### 1914
- 20. bis 22. August – Schlacht in Lothringen
- 22. August bis 14. September – Schlacht vor Nancy-Épinal
- 17. bis 29. September – Gefechte bei Château-Salins
- ab 1. Oktober – Kämpfe am Montsec

### 1915
- bis 27. April – Kämpfe am Montsec
- ab 28. April – Kämpfe bei Flirey

### 1916
- bis 5. September – Kämpfe bei Flirey
  - 10. August bis 5. September – Kämpfe bei Richecourt
- 06. bis 26. September – Schlacht an der Somme
- 28. September bis 30. November – Stellungskämpfe in der Champagne
- 01. bis 15. Dezember – Reserve der OHL
- ab 16. Dezember – Stellungskämpfe vor Verdun

### 1917
- bis 31. März – Stellungskämpfe vor Verdun
  - 4. März – Erstürmung der Vaux-Kreuz-Höhe
  - 10. März – Gefecht an der Brûleschlucht
- 01. bis 25. April – Stellungskämpfe vor Verdun
- 25. April bis 24. Mai – Doppelschlacht an der Aisne und in der Champagne
- 30. Mai bis 25. August – Stellungskämpfe vor Verdun, bei Remenauville, Regniéville und Fey-en-Haye
- 25. August bis 12. Oktober – Schlacht in Flandern
- 13. bis 20. Oktober – Transport nach dem Osten
- 23. Oktober bis 7. Dezember – Stellungskämpfe zwischen Dnjestr und Zbrucz, am Zbrucz und zwischen Zbrucz und Sereth
- 08. bis 17. Dezember – Waffenruhe
- ab 17. Dezember – Waffenstillstand

### 1918
- bis 7. Januar – Waffenstillstand
- 01. bis 7. Januar – Transport nach dem Westen
- 08. Januar bis 20. Februar – Reserve der OHL
- 21. Februar bis 20. April – Stellungskämpfe in Flandern und Artois
  - 9. bis 18. April – Schlacht bei Armentières
- 20. bis 29. April – Schlacht um den Kemmel
- 30. April bis 3. Juli – Stellungskrieg in Flandern
- 03. Juli bis 4. August – Stellungskämpfe in Flandern und Artois
- 05. August bis 6. September – Kämpfe vor der Front Ypern-La Bassée
- 07. September bis 6. Oktober – Kämpfe vor der Front Armentières-Lens
- 06. bis 8. Oktober – Abwehrschlacht zwischen Cambrai und St. Quentin
- 09. Oktober bis 4. November – Kämpfe vor und in der Hermannstellung
  - 24. Oktober bis 4. November – Schlacht um Valenciennes
- 05. bis 11. November – Rückzugskämpfe vor der Antwerpen-Maas-Stellung
- 12. November bis 19. Dezember – Räumung des besetzten Gebietes und Marsch in die Heimat

## Gliederung
- 25. gemischte Ersatz-Brigade
  - Brigade-Ersatz-Bataillon Nr. 25
  - Brigade-Ersatz-Bataillon Nr. 26
  - Brigade-Ersatz-Bataillon Nr. 27
  - Brigade-Ersatz-Bataillon Nr. 28
  - Brigade-Ersatz-Bataillon Nr. 79
  - Kavallerie-Ersatz-Abteilung Münster/XII. (I. Königlich Sächsisches) Armee-Korps
  - Feldartillerie-Ersatz-Abteilung Nr. 22
  - Feldartillerie-Ersatz-Abteilung Nr. 43
- 37. gemischte Ersatz-Brigade
  - Brigade-Ersatz-Bataillon Nr. 37
  - Brigade-Ersatz-Bataillon Nr. 38
  - Brigade-Ersatz-Bataillon Nr. 39
  - Brigade-Ersatz-Bataillon Nr. 40
  - Kavallerie-Ersatz-Abteilung Hannover/X. Armee-Korps
  - Feldartillerie-Ersatz-Abteilung Nr. 46
  - Feldartillerie-Ersatz-Abteilung Nr. 62
  - 1. Kompanie/Pionier-Bataillon Nr. 10
- 43. gemischte Ersatz-Brigade
  - Brigade-Ersatz-Bataillon Nr. 43
  - Brigade-Ersatz-Bataillon Nr. 44
  - Brigade-Ersatz-Bataillon Nr. 76
  - Brigade-Ersatz-Bataillon Nr. 83
  - Kavallerie-Ersatz-Abteilung Kassel/XI. Armee-Korps
  - Feldartillerie-Ersatz-Abteilung Nr. 47
  - Feldartillerie-Ersatz-Abteilung Nr. 55
  - 3. Kompanie/Pionier-Bataillon Nr. 11

### Kriegsgliederung vom 20. Februar 1918
- 43. gemischte Ersatz-Brigade
  - Infanterie-Regiment Nr. 368
  - Infanterie-Regiment Nr. 370
  - Infanterie-Regiment Nr. 371
  - 1. Eskadron/Regiment Königs-Jäger zu Pferde Nr. 1
- Artillerie-Kommandeur Nr. 136
  - Feldartillerie-Regiment Nr. 95
- Pionier-Bataillon Nr. 510
- Divisions-Nachrichten-Kommandeur Nr. 560

## Kommandeure
| Dienstgrad                  | Name                | Datum                                  |
| --------------------------- | ------------------- | -------------------------------------- |
| General der Infanterie z.D. | Georg von Gayl      | 02. August 1914 bis 18. September 1916 |
| Würt. Generalleutnant z.D.  | Georg von Logan     | 19. September 1916 bis 19. August 1917 |
| Generalmajor                | Hermann Rumschöttel | 20. August 1917 bis 12. Januar 1919    |